# Ouparine Djoco
Ouparine Djoco (* 22. April 1998 in Juvisy-sur-Orge) ist ein guinea-bissauisch-französischer Fußballtorwart, der bei Clermont Foot in der Ligue 1 unter Vertrag steht und aktuell an Francs Borains ausgeliehen ist.

## Karriere
Djoco begann seine fußballerische Karriere 2011 in der Jugend des FC Fleury, wo er 2016 einmal in der National 2 im Kader stand. Im Sommer 2017 wechselte er zu Clermont Foot, wo er zunächst in der Jugend und der zweiten Mannschaft spielen sollte. Für die Zweitmannschaft kam er bislang zu 36 Einsätzen in der National 3. In der Saison 2018/19 stand er bereits einmal im Kader der Profimannschaft in der Ligue 2. Die Folgesaison beendete er mit zehn Kadernominierungen, wodurch er langsam zum regelmäßigen Ersatztorwart der Zweitligisten wurde. Am 19. September 2020 (4. Spieltag) spielte er eine Halbzeit gegen den FC Toulouse und gab somit sein Profidebüt in der Ligue 2. Insgesamt spielte er in jener Saison 2020/21 drei Spiele und stieg mit seiner Mannschaft am Ende in die Ligue 1 auf. Nach dem Aufstieg debütierte er am 21. November 2021 (14. Spieltag) gegen den OGC Nizza in der höchsten französischen Spielklasse, als sein Team 1:2 verlor. Im Juli 2023 wurde der Torhüter für ein Jahr in die belgische zweite Liga zu Francs Borains ausgeliehen.

## Erfolge
Clermont Foot
- Aufstieg in die Ligue 1: 2021